# Голеища
Голеиища или Голейща или книжовно Голевища (на албански: Golovisht или Golovishti) е село в Република Албания в община Булкиза (Булчица), административна област Дебър.

## География
Селото е разположено в историкогеографската област Голо бърдо.

## История

### Етимология
Според академик Иван Дуриданов етимологията на името е от първоначален патроним на -ишти < -itji от изчезналото фамилно име Голев, сравнимо със старополските лични имена Nikolaus Goł, Gołan, Goleń. Станислав Роспонд споменава Голеища към сръбското местно име Golenić.

### В Османската империя
Селото е споменато в Слепченския поменик от втората половина на XVI век и в поменика на манастира Матка в XVII век като Голевища.
В XIX век Голеища е българско село в Дебърска каза на Османската империя, което е в процес на поалбанчване. В поменика на Бигорския манастир са запазени редица български имена от Голеища - Огнен, Дроздо, Сорбин, Раян, Стойко и други. Според Афанасий Селишчев в 70-80-те години на века Голевища е още българско село. В „Етнография на вилаетите Адрианопол, Монастир и Салоника“, издадена в Константинопол в 1878 година и отразяваща статистиката на населението от 1873 година Голеища (Goléichta) е посочено като село с 4 домакинства и 8 жители българи и 5 жители албанци мюсюлмани.
Според статистиката на Васил Кънчов („Македония. Етнография и статистика“) към началото на XX век Голеища вече е чисто албанско – в него живеят 65 души арнаути мохамедани.
| „ | Селата Вичища, Голейща и Писанки са били в началото на XIX век български, преди 30 години били наполовин български, а сега са заселени от арнаути. Само в Писанки са останали още 3 български къщи. Арнаутите идат от Горица и от други по-северни места. | “ |

Вестник „Дебърски глас“ в 1909 година пише:
| „ | Голеища от 60 чисто български къщи по същия начин [като село Вичища] заето от Шем Цам от гр. Дебър. Последният селянин, който не тъй лесно искал да се опрости със своя имот е бил Коста Поповски. Но когато му убили сина му и него ранили, и той избягал и се настани в гр. Дебър. Другите селяни едни се изселили в Солун, други в Дебър. | “ |

### В Албания
След Балканската война в 1912 година селото попада в новосъздадената държава Албания.
В 1915 година, по време на Първата световна война, селото е анексирано от Царство България. Към 1 март 1916 година Голейща е част от Горицката община на българската Дебърска околия.
В 1940 година Миленко Филипович пише че в Голеища или Голеща (Голеишта, Голешта) е малко чисто мюсюлманско село с около 10 къщи торбеши, които обаче говорят и албански. Православните жители на селото са се изселили преди това от Вичища, като това е станало около 1860 година. В Дебър и Скопие има православен род Голешки, който е с произход от Голеища. От селото са и Митревци в дебърското село Банища.